# Brigata informazioni tattiche
La Brigata informazioni tattiche raggruppa le unità di guerra elettronica, per le attività d'intelligence tattiche, appartenenti all'Esercito Italiano, alle dipendenze del Comando delle forze operative terrestri di supporto.
Fino al 2018 era denominata Brigata ""RISTA-EW" (RISTA sta per Reconnaissance, Intelligence, Surveillance, Target Acquisition - EW per Electronic Warfare).

## Storia
La brigata raccoglie l'eredità del Centro Difesa Elettronica (CDE) che viene costituito nel 1963 con il IX battaglione trasmissioni e poi acquisisce l'8º battaglione trasmissioni ricerca elettronica "Tonale".

### Il CIDE
Nel 1980 il CDE diviene Centro Informazioni e Difesa Elettronica (CIDE), con sede nella stessa caserma Santa Barbara sulla litoranea di Anzio, che accorpava l'8º battaglione ricerca elettronica Tonale e il 9º battaglione guerra elettronica Rombo, il 33º battaglione guerra elettronica "Falzarego" e il 41º gruppo specialisti artiglieria "Cordenons".
Il CIDE era subordinato al Comando Informazioni e Difesa Elettronica Esercito (CIDEE), dipendente dal 2º reparto dello Stato Maggiore Esercito (SME).
L'8º battaglione operava con strumenti di ricerca elettronica a medio e lungo raggio di cui erano dotati i suoi distaccamenti che si trovavano a Ponte Crepaldo (Eraclea, in provincia di Venezia), Sala di Cesenatico (in provincia di Forlì-Cesena), Vasto (provincia di Chieti) e Surbo (provincia di Lecce). Il 9° aveva come missione principale il supporto diretto alle unità in operazioni e venne rischierato più volte all'estero durante le varie missioni fuori area dell'Esercito Italiano, compresa la UNOSOM II in Somalia e la SFOR in Bosnia ed Erzegovina. In seguito alla riforma dei vertici militari (Legge 18 febbraio 1997, n. 25) che comportò il passaggio allo Stato Maggiore Difesa delle attività di intelligence vere e proprie del 2º Reparto di SME,  i compiti del CIDEE e dell'8º battaglione ricerca elettronica "Tonale" furono trasferiti al CII (Centro Intelligence Interforze) di Roma-Ponte Galeria, dipendente dal Reparto Informazioni e Sicurezza (RIS) dello Stato Maggiore Difesa.
Le attività del 9º battaglione, ora disciolto, sono attribuite al 33º reggimento EW di Treviso. Il 41º reggimento Cordenons era in precedenza un reggimento artiglieria, trasformato successivamente in reggimento acquisizione obiettivi.
Il CIDE venne soppresso il 31 dicembre 1997 e sostituito, nella stessa sede, dal Dipartimento per le Informazioni e la Guerra Elettronica, in cui viene inquadrato il Centro IEW.

### La brigata
Nel maggio 1998 il Dipartimento si riconfigura in Raggruppamento RISTA EW, inquadrato nel neo costituito Comando C4 IEW, 
divenuto nel 2003 "Comando Trasmissioni e Informazioni Esercito" (CoTIE).
Il 1º giugno 2004 il Raggruppamento diviene Brigata RISTA EW. Dal 2016 la brigata passa alle dipendenze del Comando delle forze operative terrestri di supporto.
Il 5 novembre 2018, nell'ambito del potenziamento della componente di guerra elettronica, la brigata viene trasformata in Brigata Informazioni Tattiche, per supportare i comandi operativiin patria ma soprattutto nei teatri esteri. Contestualmente, il 13º Battaglione "Aquileia" viene elevato al rango di reggimento, il Centro RISTA-EW viene trasformato in Centro Formazione Informazioni Tattiche e vengono costituiti il Reparto Analisi Integrata Terrestre e il Reparto Supporto Operativo alla Guerra Elettronica.
Il 13 febbraio 2020 la Brigata è decorata di Medaglia di Bronzo al Merito dell’Esercito.

## Compiti
La brigata raggruppa le capacità di analisi del traffico dati, fonia, radar e guerra elettronica delle possibili controparti su un teatro di operazioni, sia partendo dal territorio nazionale attraverso delle stazioni di ascolto, sia utilizzando delle task force a livello di reggimento a supporto di grandi unità rischierate appunto in zona di operazioni.
Le strumentazioni sono di norma poste in shelter (contenitori delle dimensioni di un container posti su autocarri) schermati da possibili attacchi tramite impulsi elettromagnetici (EMP).

## Struttura
Attualmente la Brigata Informazioni Tattiche (BIT) è composta dalle seguenti unità:
- 33º Reggimento EW[6] presso la Caserma "Magg. M.O.V.M. Luigi Cadorin" di Treviso (TV):

unità specializzata nella guerra elettronica (in inglese: Electronic Warfare, abbreviato in: EW), per la raccolta informativa attraverso lo sfruttamento dello spettro elettromagnetico e per il contrasto dell'uso di quest'ultimo da parte di elementi ostili;
trae le sue origini dalla Compagnia Intercettazione e Radio-Goniometria (IRG) (Roma (RM), 1956), poi 33º Battaglione Guerra Elettronica "Falzarego" (Conegliano (TV), 1976) del V Comando Militare Territoriale della Regione Militare Nord-Est;
in questa configurazione dal 28 ottobre 2002;
composto da: 1 Comando di Reggimento, 1 Compagnia Comando, 1 Compagnia di Supporto Logistico, 1 Battaglione EW (articolato su: 1 Comando di Battaglione, 3 Compagnie EW).
- 41º Reggimento IMINT "Cordenons"[7] presso la Caserma "Gen.Div. M.O.V.M. Simone Simoni" di Sora (FR):

unità specializzata nella sorveglianza strumentale del campo di battaglia (in inglese: IMagery INTelligence, abbreviato in: IMINT), per la raccolta di immagini di interesse acquisite tramite sensori ottici, fotografici, radar, opto-elettronici, infrarossi o termici, trasportati da piattaforme terrestri e piattaforme aeree, in particolare assetti Unmanned Air System (UAS) (Sistema Micro-APR AeroVironment RQ-11B/C "RAVEN B/DDL" e Sistema Tattico-APR AAI RQ-7C "SHADOW 200");
trae le sue origini dal 41º Gruppo Specialisti Artiglieria "Cordenons" (41º GSA) (Cordenons (PN), 1976)  della 3ª Brigata Missili "Aquileia" e dalla Batteria Aerei Teleguidati (BAT) del 13º Gruppo Acquisizione Obiettivi "Aquileia" (13º GrAcO) (Verona (VR), 1976) della 3ª Brigata Missili "Aquileia";
in questa configurazione dal 05 novembre 2019;
composto da: 1 Comando di Reggimento, 1 Compagnia Comando e Supporto Logistico, 1 Battaglione IMINT (articolato su: 1 Comando di Battaglione, 3 Compagnie IMINT: Aeromobili a Pilotaggio Remoto (APR) (droni), Radar, Apparati Elettronici diversi).
- 13º Reggimento HUMINT[10] presso la Caserma "Santa Barbara" di Anzio (RM):

unità specializzata nella sorveglianza umana del campo di battaglia (in inglese: HUMan INTelligence, abbreviato in: HUMINT), per la raccolta informativa di interesse acquisita tramite fonte umana;
trae le sue origini dal Distaccamento Speciale Paracadutisti Acquisizione Obiettivi (Vicenza (VI), 1959), poi Batteria Acquisizione Obiettivi (BAO) del 13º Gruppo Acquisizione Obiettivi "Aquileia" (13º GrAcO) (Verona (VR), 1976) della 3ª Brigata Missili "Aquileia";
in questa configurazione dal 05 novembre 2018;
composto da: 1 Comando di Reggimento, 1 Compagnia Comando e Supporto Logistico, 1 Battaglione HUMINT (articolato su: 1 Comando di Battaglione, 3 Compagnie HUMINT).
- 9º Reggimento Sicurezza Cibernetica "Rombo"[11] presso la Caserma "Gen.B. M.O.V.M. Giuseppe Perotti" alla Cittadella Militare della Cecchignola di Roma (RM):

unità specializzata nelle operazioni di Sicurezza Cibernetica (SIC) in ambiente cibernetico e nello spettro elettromagnetico (in inglese: Cyber Defence / Cyber Electro Magnetic Activity, abbreviato in: CD/CEMA);
trae le sue origini dal Reparto Sicurezza Cibernetica (RSC) (2019) e dal IX Battaglione Guerra Elettronica (Anzio (RM), 1970);
in questa configurazione dal 09 ottobre 2023;
composto da: 1 Comando di Reggimento, 1 Compagnia Comando e Supporto Logistico, 1 Ufficio Sperimentazione e Dottrina, 1 Battaglione Sicurezza Cibernetica (articolato su: 1 Comando di Battaglione, 3 Compagnie Sicurezza Cibernetica).
- 28º Reggimento "Pavia"[12] presso la Caserma "Magg. M.O.V.M. Aldo Del Monte" e la Caserma "Gen.A. M.A.V.M. Enrico Cialdini" di Pesaro (PU):

unità specializzata nella comunicazione operativa (in inglese: PSYchological WARfare / PSYchological OPerations, abbreviato in: PSYWAR/PsyOp);
trae le sue origini dal Reparto di Guerra Psicologica (ReGuPsi) (Verona (VR), 1957), poi Reparto di Supporto Psicologico "Monte Grappa" (ReSPsi) (Verona (VR), 1987) della 3ª Brigata Missili "Aquileia";
in questa configurazione dal 14 febbraio 2004;
composto da: 1 Comando di Reggimento, 1 Compagnia Comando e Supporto Logistico; 1 Centro Pianificazione Analisi Formazione Comunicazioni Operative (articolato su 4 Sezioni), 1º Battaglione Comunicazioni Operative (articolato su: 1 Comando di Battaglione, 3 Compagnie Comunicazioni Operative: Stampa ed Internet, TV-Radio, Disseminazione).
- 7º Reggimento CIMIC[13] presso la Caserma "Magg. M.O.V.M. Mario Fiore" di Motta di Livenza (TV):

unità specializzata nella cooperazione civile-militare (in inglese: Civil-Military Co-operation, abbreviato in CIMIC);
trae le sue origini dal CIMIC Group South (CGS) (Motta di Livenza (TV), 2002);
in questa configurazione dal 23 Gennaio 2024;
composto da: 1 Comando di Reggimento, 1 Compagnia Comando e Supporto Logistico, 1 Battaglione CIMIC (articolato su: 1 Comando di Battaglione, 3 Compagnie CIMIC), 1 Serbatoio CIMIC della Riserva Specializzata delle Forze di Completamento Volontarie (FCV), da inserire nelle 3 Compagnie in relazione alle esigenze riscontrate nei vari Teatri di intervento.
- (Stemma) Centro Formazione Informazioni Tattiche (CeFIT)[14] presso la Caserma "Santa Barbara" di Anzio (RM):

unità specializzata nella formazione delle dottrine militari peculiari della Brigata Informazioni Tattiche (BIT), ossia: EW, IMINT, HUMINT, CD/CEMA, PSYWAR/PsyOp, CIMIC, inoltre, è partner:
- del progetto EI Sistema di Comando e Controllo (C²) "Imperio";
- del progetto NATO "Multi-intelligence All-source Joint Intelligence surveillance and reconnaissance Interoperability Coalition" (MAJIIC 2 - "Coalizione di Interoperabilità Intelligence Sorveglianza Ricognizione Congiunta Multi-Intelligence e Ogni-Fonte"), il cui obiettivo è di rendere possibile, in ogni futura operazione militare, la capacità per le coalizioni di poter rapidamente integrare, gestire ed accedere ad ogni informazioni di intelligence, sorveglianza e ricognizione (Intelligence Surveillance Reconnaissance (ISR)) per una conseguente attività di comando tale da garantire il successo dell'operazione militare stessa, attraverso tecnologie e procedure standardizzate, gestendo qualsiasi piattaforma di sensori nel multidomino, ossia nelle 5 dimensioni operative (terra, mare, aria, spazio, cyberspazio), ciò include, ad esempio, Sistemi integrati Radar SAR/GMTI (Synthetic Aperture Radar & Ground Moving Target Indication), Sistemi integrati Radar RWR/ESM (Radar Warning Receiver & Electronic Support Measure) di localizzazione, Sistemi Mortar Radar RTG/CRES/HENSOLDT (Radar Target Generator, Cobra Radar Environment Simulator & Hensoldt) di localizzazione dell'artiglieria e controbatteria;

trae le sue origini dal Centro RISTA-EW (Anzio (RM), 2004) della Brigata RISTA-EW;
in questa configurazione dal 14 aprile 2005.
- (Stemma) Reparto Analisi Integrata Terrestre (RAIT) presso la Caserma "Santa Barbara" di Anzio (RM):

unità specializzata nell'alimentazione degli elementi organizzativi da innestare all'occorrenza nell'ambito delle branche informazioni dei Comandi impiegati in operazione;
in questa configurazione dal 1º settembre 2004.
- (Stemma) Reparto Supporto Operativo alla Guerra Elettronica (ReSOGE) presso la Caserma "Santa Barbara" di Anzio (RM):

unità specializzata nelle supporto operativo alle dottrine militari peculiari della guerra elettronica, come, ad esempio, il contrasto delle minacce Radio Controlled Improvised Explosive Devices (RC-IED) nei Teatri Operativi e di Cyber Electro-Magnetic Activities (CEMA) per la neutralizzazione dei sensori di sorveglianza avversari, con impiego di cercamine e robot;
in questa configurazione dal 1º settembre 2004.
- Multinational CIMIC Group (MNCG)[15][16] presso la Caserma "Magg. M.O.V.M. Mario Fiore" di Motta di Livenza (TV):

unità interforze/multinazionale specializzata nella cooperazione civile-militare (in inglese: Civil-Military Co-operation, abbreviato in CIMIC); il Comandante del 7º Reggimento CIMIC è anche Comandante del Multinational CIMIC Group (MNCG), reparto interforze/multinazionale (Italia (2002), Grecia (2002), Ungheria (2003), Portogallo (2003), Romania (2009), Slovenia (2014)) della North Atlantic Treaty Organization (NATO), a guida italiana pronto al dispiegamento, su ordine del Supreme Headquarters Allied Powers Europe (SHAPE) / Comando Supremo delle Potenze Alleate in Europa, in un'area di operazioni designata e per un periodo di tempo prolungato, al fine di condurre operazioni militari joint e combined nel delicato settore della cooperazione civile-militare a supporto del Comandante Militare della NATO sul campo;
trae le sue origini dal CIMIC Group South (CGS) (Motta di Livenza (TV), 2002);
in questa configurazione dal 1º gennaio 2009;
il Multinational CIMIC Group (MNCG) è così composto:
- Command MNCG (italiano):
  - MNCG Headquarters (multinazionale)
  - Headquarters Company (multinazionale)
  - CIMIC Battalion (multinazionale)
  - Garrison Company (multinazionale)
  - National Support Staff (italiano)